# 史特蘭福德潟湖
史特蘭福德潟湖（Strangford Lough）是愛爾蘭島上的一個潟湖，位於北愛爾蘭的唐郡東部。面積約150平方公里。東側的阿爾茲半島將史特蘭福德潟湖與愛爾蘭海隔開。

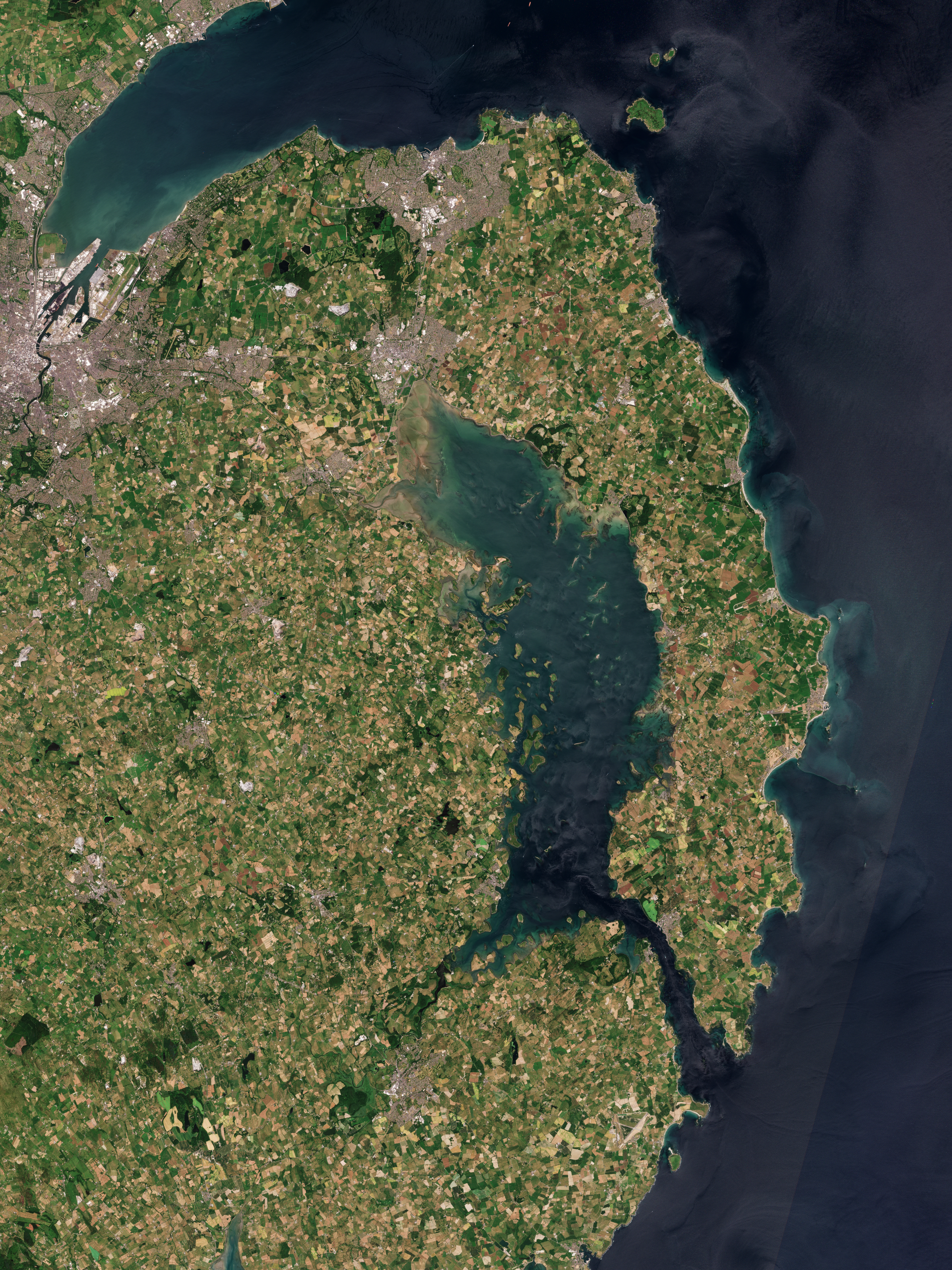
史特蘭福德潟湖

史特蘭福德潟湖岸邊的城鎮包含紐敦納茲、波爾塔費里、基里萊、康梅爾等。